# 潘春春
潘春春（英語：Pan Chun Chun，1990年1月10日—），本名潘春輝，中華人民共和國女模特兒及演員，出生於陝西省延安市，畢業於北京師範大學。出演的首部電影為《嫦娥》（2011年），其他作品如《嫩模圈》（2013年）、《黑暗之光》（2014年）、《古惑镇激斗少年2》（2016年）及《八武将》（2017年）。
其知名度源自擁有一對37G巨乳，並在中華人民共和國境內成為性感象徵，時常被拿來與柳岩作比較。

## 外部連結
- 潘春春的新浪微博 （页面存档备份，存于）
- 豆瓣電影上的潘春春 （页面存档备份，存于）